# Volta ao Algarve
Volta ao Algarve (pol. Dookoła Algarve, ang. Tour of the Algarve) – wyścig kolarski, rozgrywany w Portugalii co roku w lutym.
W latach 2005–2019 należał do cyklu UCI Europe Tour (do 2016 z kategorią 2.1, od 2017 z kategorią 2.HC), od 2020 należy do UCI ProSeries.
Wyścig odbył się po raz pierwszy w roku 1960. Od 1977 odbywa się regularnie co roku. Rekordzistą pod względem zwycięstw w klasyfikacji generalnej jest Portugalczyk Belmiro Silva (trzy triumfy).
W 2014 roku zwycięstwo odniósł polski kolarz w barwach Omega Pharma-Quick Step Michał Kwiatkowski, natomiast w 2018 triumfował jako kolarz Team Sky.

## Zwycięzcy
Opracowano na podstawie:
| Rok  | Pierwsze                    | Drugie                   | Trzecie                     |
| ---- | --------------------------- | ------------------------ | --------------------------- |
| 1960 | José Manuel Marques         |                          |                             |
| 1961 | António Pisco               | José Manuel Marques      | Vitor Tenazinho             |
| 1977 | Belmiro Silva               | Adelino Teixeira         | João Marta                  |
| 1978 | Joaquim Adrego Andrade      | Fernando Mendes          | Adelino Teixeira            |
| 1979 | Firmino Bernardino          | Joaquim Adrego Andrade   | Adelino Teixeira            |
| 1980 | Firmino Bernardino          | Luís Vargues             | Alexandre Manuel Costa Ruas |
| 1981 | Belmiro Silva               | Adelino Teixeira         | Luís Vargues                |
| 1982 | Alexandre Manuel Costa Ruas | Fernando Fernandes       | Marco Chagas                |
| 1983 | Adelino Teixeira            | Belmiro Silva            | Eduardo Correia             |
| 1984 | Belmiro Silva               | Benedicto Ferreira       | Manuel Cunha                |
| 1985 | Eduardo Correia             | Marco Chagas             | Belmiro Silva               |
| 1986 | Manuel Cunha                | Marco Chagas             | António Pinto               |
| 1987 | Manuel Cunha                | António Pinto            | Joachim Salgado             |
| 1988 | Joaquim Gomes               | Marco Chagas             | Joachim Salgado             |
| 1989 | Fernando Carvalho           | Marco Chagas             | Manuel Zeferino             |
| 1990 | Fernando Carvalho           | Delmino Pereira          | Manuel Cunha                |
| 1991 | Joaquim Adrego Andrade      | Joaquim Gomes            | Manuel Correia              |
| 1992 | Joaquim Gomes               | Manuel Luis Abreu Campos | Dariusz Bigos               |
| 1993 | Cássio Freitas              | Fernando Carvalho        | Juan Carlos Martín Martínez |
| 1994 | Vítor Gamito                | Cândido Barbosa          | Federico Muñoz              |
| 1995 | Cássio Freitas              | Remigijus Lupeikis       | Joaquim Adrego Andrade      |
| 1996 | Alberto Amaral              | Jesús Blanco Villar      | Sérgio Rodrigues            |
| 1997 | Cândido Barbosa             | Cássio Freitas           | Luís Miguel Sarreira        |
| 1998 | Tomáš Konečný               | Grischa Niermann         | José Luis Rebollo Aguado    |
| 1999 | Melchor Mauri               | Cândido Barbosa          | David Plaza                 |
| 2000 | Alex Zülle                  | José Azevedo             | Andriej Zinczenko           |
| 2001 | Andrea Ferrigato            | José Azevedo             | Melchor Mauri               |
| 2002 | Cândido Barbosa             | Alex Zülle               | George Hincapie             |
| 2003 | Claus Michael Møller        | Víctor Hugo Peña         | Pedro Cardoso               |
| 2004 | Floyd Landis                | Víctor Hugo Peña         | Pedro Cardoso               |
| 2005 | Hugo Sabido                 | Stuart O’Grady           | José Luis Rubiera           |
| 2006 | João Cabreira               | Gert Steegmans           | Robert Gesink               |
| 2007 | Alessandro Petacchi         | René Haselbacher         | Tomas Vaitkus               |
| 2008 | Stijn Devolder              | Sylvain Chavanel         | Tomas Vaitkus               |
| 2009 | Alberto Contador            | Sylvain Chavanel         | Rubén Plaza                 |
| 2010 | Alberto Contador            | Luis León Sánchez        | Tiago Machado               |
| 2011 | Tony Martin                 | Tejay van Garderen       | Lieuwe Westra               |
| 2012 | Richie Porte                | Tony Martin              | Bradley Wiggins             |
| 2013 | Tony Martin                 | Michał Kwiatkowski       | Lieuwe Westra               |
| 2014 | Michał Kwiatkowski          | Alberto Contador         | Rui Costa                   |
| 2015 | Geraint Thomas              | Michał Kwiatkowski       | Tiago Machado               |
| 2016 | Geraint Thomas              | Ion Izagirre             | Alberto Contador            |
| 2017 | Primož Roglič               | Michał Kwiatkowski       | Tony Gallopin               |
| 2018 | Michał Kwiatkowski          | Geraint Thomas           | Tejay van Garderen          |
| 2019 | Tadej Pogačar               | Søren Kragh Andersen     | Wout Poels                  |
| 2020 | Remco Evenepoel             | Maximilian Schachmann    | Miguel Ángel López          |
| 2021 | João Rodrigues              | Ethan Hayter             | Kasper Asgreen              |
| 2022 | Remco Evenepoel             | Brandon McNulty          | Daniel Felipe Martínez      |
| 2023 | Daniel Felipe Martínez      | Filippo Ganna            | Ilan Van Wilder             |
| 2024 | Remco Evenepoel             | Daniel Felipe Martínez   | Jan Tratnik                 |
| 2025 | Jonas Vingegaard            | João Almeida             | Laurens De Plus             |